# Keith Appling
Keith Damon Appling (Detroit, Míchigan, 13 de febrero de 1992) es un exjugador de baloncesto estadounidense que con 1,85 metros de altura jugaba en la posición de base. En los primeros años de su carrera como profesional actuó en equipos de la G-League y de la NBA, pero su carrera en el baloncesto competitivo estadounidense se vio truncada por sus repetidos problemas disciplinarios producidos por los diversos actos criminales que cometió. Jugó también en República Dominicana, México, Argentina e Italia. El 3 de marzo de 2023 fue condenado por homicidio de segundo grado, recibiendo una condena de 18 a 40 años de prisión.

## Trayectoria deportiva

### Universidad
Tras disputar en 2010 en su etapa de instituto el prestigioso McDonald's All-American Game, jugó cuatro temporadas con los Spartans de la Universidad Estatal de Míchigan, en las que promedió 10,6 puntos, 3,3 asistencias y 3,0 rebotes por partido. Fue incluido en 2013 en el segundo mejor quinteto Big Ten Conference, mientras que el año anterior lo fue en el tercero.

### Profesional

#### D-League y NBA
Tras no ser elegido en el Draft de la NBA de 2014, jugó con Portland Trail Blazers la NBA Summer League, siendo luego fichado por Los Angeles Lakers. Sin embargo fue cortado antes del comienzo de la temporada. Firmó entonces con Los Angeles D-Fenders, equipo afiliado de los Lakers con el que jugó 28 partidos, promediando 8,0 puntos y 3,6 asistencias. En marzo fue traspasado a los Erie BayHawks, donde mejoró sus estadísticas hasta los 17,5 puntos y 4,7 asistencias por partido.
La temporada siguiente participó nuevamente en la liga de verano pero como miembro de Orlando Magic, con los que acabó firmando contrato. Sin embargo una vez más fue despedido antes del comienzo de la competición. Regresó a los BayHawks hasta que en enero de 2016 firmó un contrato de 10 días con los Magic, renovando posteriormente por 10 días más. Concluido su vínculo con el equipo de Florida, retornó a los Erie BayHawks para completar la temporada. Fue convocado para participar del All-Star Game de la NBA Development League, pero no pudo intervenir en el mismo debido a una lesión.

#### Trayectoria en el extranjero
Luego de dos años de inactividad producida por sus problemas legales, Appling retomó su carrera como baloncestista profesional pero fuera de los Estados Unidos. 
Su primer destino fue República Dominicana, siendo fichado por los Cañeros del Este de la LNB. Con el equipo jugó la final del torneo, terminando como subcampeón. Luego de ello desembarcó en México, contratado por Abejas de León de la LNBP como uno de sus jugadores franquicia. Empero sólo tuvo presencia en 12 partidos antes de dejar el club.
En enero de 2019 se incorporó a Atenas de la LNB de Argentina, pero diez días después, y luego de haber disputado sólo 2 partidos, fue desafectado del equipo por su bajo rendimiento.
Appling terminó la temporada 2018-19 en la segunda división del baloncesto profesional italiano como miembro del Pallacanestro Piacentina. 
Su última experiencia como profesional fue con La Matica, equipo de la Asociación de Baloncesto de La Vega de República Dominicana. Allí sería sancionado en el mes de noviembre de 2019 por protagonizar un violento cruce contra Luis Carlos Núñez durante un encuentro entre su equipo y Parque Hostos.

## Estadísticas de su carrera en la NBA

### Temporada regular
| Año     | Equipo  | PJ | PT | MPP | %TC  | %3P  | %TL   | RPP | APP | ROB | TPP | PPP |
| ------- | ------- | -- | -- | --- | ---- | ---- | ----- | --- | --- | --- | --- | --- |
| 2015-16 | Orlando | 5  | 0  | 5.4 | .250 | .000 | 1.000 | 0.2 | 0.2 | 0.2 | 0.0 | 1.2 |
| Total   | Total   | 5  | 0  | 5.4 | .250 | .000 | 1.000 | 0.2 | 0.2 | 0.2 | 0.0 | 1.2 |

## Vida personal

### Causas judiciales

#### Tenencia ilegal de armas
En 2016 el Departamento de Policía de Detroit acusó dos veces a Appling de tener en su automóvil personal un arma de fuego sin registro. Ambos episodios, acontecidos en mayo y junio de 2016, marcaron el fin del vínculo del baloncestista con la NBA. Unos meses más tarde, en agosto del mismo año, Appling fue detenido por tercera vez portando ilegalmente un arma, lo que derivó en una condena en julio de 2017 a un año de prisión.

#### Denuncia por abuso sexual
En enero de 2018, Appling fue suspendido de forma indefinida tras aparecer en un reportaje de investigación de ESPN, en el que se denunciaban varios casos de abuso sexual tapados por la Universidad Estatal de Míchigan. En el caso concreto de Appling se le acusaba de un delito de abuso sexual perpetrado en agosto de 2010. Entonces, y junto a su compañero de equipo Adreian Payne, habrían mantenido relaciones sexuales con una estudiante de la universidad sin su consentimiento. Tras la investigación, no se presentaron cargos contra Appling.

#### Tráfico de drogas
Appling fue detenido y procesado en febrero de 2020 por poseer 19 gramos de heroína que pensaba comerciar en Michigan.

#### Homicidio
El 22 de mayo de 2021 el exjugador de baloncesto le disparó al sexagenario Clyde Edmonds, un familiar suyo, luego de discutir sobre un arma. En marzo de 2023 fue encontrado culpable del homicidio en segundo grado -lo que equivale a un homicidio preterintencional-, por lo que fue condenado de 18 a 40 años de prisión, sumándosele dos años más por posesión ilegal de un arma de fuego.